# جايسون مورغان (رامي القرص)
جايسون مورغان (بالإنجليزية: Jason Morgan) هو رامي القرص جامايكي، ولد في 6 أكتوبر 1982 في كينغستون في جامايكا.

## وصلات خارجية
- جايسون مورغان على موقع الاتحاد الدولي لألعاب القوى (الإنجليزية)
- جايسون مورغان على موقع الدوري الماسي (الإنجليزية)
- جايسون مورغان على موقع TFRRS.org (الإنجليزية)
- جايسون مورغان على موقع TFRRS.org (الإنجليزية)
- جايسون مورغان على موقع اللجنة الأولمبية الدولية (الإنجليزية)
- جايسون مورغان على موقع أوليمبيديا (الإنجليزية)
- جايسون مورغان على موقع اتحاد ألعاب الكومنولث (مؤرشف) (الإنجليزية)